# Bis hier und noch weiter
Bis hier und noch weiter ist ein Lied des deutschen Popsängers Adel Tawil, in Kooperation mit den deutschen Rappern KC Rebell und Summer Cem. Das Stück ist eine von zwei gleichzeitig veröffentlichten Singleauskopplungen aus seinem zweiten Studioalbum So schön anders.

## Entstehung und Artwork
Geschrieben wurde das Lied gemeinsam von Yvan Jaquemet, Hüseyin Kökseçen (KC Rebell), Adel Tawil, Cem Toraman (Summer Cem), Marcel Uhde (Juh-Dee) und Mario Wesser. Abgemischt wurde die Single unter der Leitung von Andreas Herbig und Patrick Salmy in den Hamburger Boogie Park Studios; gemeinsam mit Yvan Peacemaker produzierten sie auch das Stück. Das Mastering erfolgte ebenfalls durch Herbig und Salmy in den Boogie Park Studios sowie von Sascha Bühren in den TrueBusyness Studios in Berlin. Die Single wurde unter den Musiklabels Polydor/Island veröffentlicht und durch Edition Halal Money, den Hanseatic Musikverlag, Song Legend Publishing und Adel Tawil Publishing vertrieben.
In einer Webisode über Tawil beschrieb der Produzent Salmy die Zusammenarbeit mit KC Rebell folgendermaßen: Letzterer sei gekommen und habe keinen Text gehabt. Sie hätten das Playback im Loop angemacht und Rebell sei von „A nach B“ gegangen und habe einfach in sein Handy getippt und vor sich hin gerappt. Nach 15 Minuten sei Rebell fertig gewesen, er sei hinter das Mikro gegangen und sie hätten mit der Aufnahme begonnen.
Auf dem Frontcover der digitalen Single ist – neben Künstlernamen und Liedtitel – Tawil vor einem schwarzen Hintergrund zu sehen. Es zeigt ihn, wie er das Bild verlässt. Darüber hinaus sind die Schatten von zwei weiteren Posen zu sehen, die über Tawil gelegt sind. Dabei handelt es sich um die Coverbilder von zwei weiteren Singles, die etwa zur gleichen Zeit veröffentlicht wurden. Eine Pose zeigt Tawil mit der Hand vor dem Gesicht (Coverbild zur Single Gott steh mir bei) und eine andere zeigt nur die Front seines Oberkörpers (Coverbild zur Single Ist da jemand). Auf dem Cover der physischen Maxi-Single ist lediglich das Coverbild zu Ist da jemand zu sehen.

## Veröffentlichung und Promotion
Die Erstveröffentlichung von Bis hier und noch weiter erfolgte als Einzeldownload am 18. März 2017. Bis hier und noch weiter wurde gleichzeitig mit der Single Ist da jemand, die ebenfalls als Einzeldownload erschien, veröffentlicht. Zwei Wochen nach der Erstveröffentlichung folgte die Veröffentlichung einer physischen Maxi-Single. Diese wurde als 2-Track-Single veröffentlicht und beinhaltet das Lied Ist da jemand als Doppel-A-Seite.
Um das Lied zu bewerben, folgte unter anderem ein gemeinsamer Liveauftritt aller drei Künstler zur Hauptsendezeit während der Echoverleihung 2017. Vor dem eigentlichen Beginn des Liedes begann Tawil ohne Musik im Hintergrund mit dem Beginn des Refrains zu Gott steh mir bei, in dem er folgende Zeilen, in einer Art Aufruf, wieder gab: „Ich hab die Bibel nicht gelesen, hab’ den Koran nicht dabei, doch wenn ich all’ das sehe, Gott steh mir bei. Hab die Tora nie gehört, hatte für Buddha keine Zeit. Ich will’s doch nur verstehen, Gott steh mir bei … Gott, Gott steh mir bei.“

## Hintergrund
Tawil über die Entstehung und KC Rebell
In einer seiner „Webisoden“ beschrieb Tawil die Entstehung von Bis hier und noch weiter wie folgt: Er sei immer auf der Suche nach dem Besonderen, was gerade im Pop nicht immer so einfach sei. Neue Wege zu gehen, also nicht immer: „Das muss so sein und es gibt ja so eine Art Popregeln“. Das könne man aber auch aufs Private beziehen. Er fände alles was anders ist erstmal interessant. Ihm sei aufgefallen, dass er in jungen Jahren, als er riesen Hip-Hop-Fan war, schon Pop im Blut hatte. Das habe schon angefangen, dass er zwar rappte, aber immer versucht habe, dass der Chorus – die Hook – dass die gut dastehen, dass sie eingängig sind und die Leute sie mitsingen können.
Speziell zur Zusammenarbeit mit KC Rebell sagte er: Die Nummer sei da gewesen und sie dachten, irgendwie wäre es „geil“, wenn jemand drauf käme und das war schließlich KC. Er sei großartig. KC sei einfach ein Naturtalent. Er habe eine gewisse Tiefe in seinen Texten sowie eine unfassbare Rap-Präsenz. Man glaube gar nicht, wie viel eingängiger und schöner so ein „Popsong“ klingt, wenn er doppelte „Rhymes“ beinhaltet.
KC Rebell über die Zusammenarbeit mit Tawil
In der gleichen Webisode äußerte sich KC Rebell mit folgenden Worten: Meistens sei es so, wenn man von „Pop Artists“ Lieder zugeschickt bekommt, die vergessen, dass man Rapper sei. Das Lied solle einem auch ein wenig „zuspielen“, aber das Lied sei „richtig geil“. Er kenne die alten Lieder Tawils. Tawil habe auch immer einen Rapbezug gehabt. Die Sachen, die er mit Azad (Prison Break Anthem (Ich glaub’ an dich)) oder mit Sido und Prinz Pi (Aschenflug) gemacht habe, KC verfolge das und fände die Mischung aus Rap und Tawil passe ganz gut. Es sei auf jeden Fall eine „Killer Sache“, mit einem so „großen“ Künstler wie ihm zusammenarbeiten zu können. KC findet, dass es immer die beste Ausgangssituation sei, um „Mugge“ miteinander zu machen, wenn man von alleine direkt draufhüpfen möchte und nicht so zwangsmäßig: „Okay, dass ist jetzt ’ne geile Zusammenarbeit, lass uns das jetzt voll übers Knie brechen, egal was es kostet“, sondern es müsse auch „geile“ Musik dabei rauskommen.

## Inhalt
| Abschnitt       | Interpret  | Stil   |
| --------------- | ---------- | ------ |
| 1. Strophe      | KC Rebell  | Rap    |
| 2. Strophe      | Adel Tawil | Gesang |
| Bridge/ Refrain | Adel Tawil | Gesang |
| 3. Strophe      | KC Rebell  | Rap    |
| 4. Strophe      | Adel Tawil | Gesang |
| Bridge/ Refrain | Adel Tawil | Gesang |
| 3. Strophe      | Summer Cem | Rap    |
| Refrain         | Adel Tawil | Gesang |

Der Liedtext zu Bis hier und noch weiter ist in deutscher Sprache verfasst. Der Text wurde von Hüseyin Kökseçen (KC Rebell), Tawil, Cem Toraman (Summer Cem) und Mario Wesser; die Musik von Yvan Jaquemet, Tawil und Marcel Uhde (Juh-Dee) verfasst. Musikalisch bewegt sich das Lied im Bereich des Raps und der Popmusik. Als Instrumentalisten sind Juh-Dee (E-Gitarre, Piano und Synthesizer), Andreas Herbig (Keyboard, Schlagzeug und Synthesizer), Jaquemet (Bass, E-Gitarre, Keyboard, Perkussion, Piano, Schlagzeug und Synthesizer) und Patrick Salmy (Keyboard, Schlagzeug und Synthesizer) zu hören. Das Lied besteht aus fünf Strophen mit jeweils einer Bridge und einem darauffolgenden Refrain nach der zweiten und vierten Strophe, sowie einem erneuten Refrain am Ende. Die erste und dritte Strophe werden von KC Rebell, die fünfte von Summer Cem jeweils als Rapteil im Ganzen interpretiert. Die anderen beiden Strophen, die Bridge und der Refrain werden von Tawil gesungen.
Universal Music selbst beschrieb das Lied als „Mut-Macher-Track“. Das Lied sei an die Biografien Rebells und Tawils angelehnt. Sie verarbeiten darin die schwierigen Anfänge in der Popmusik, die ersten kleinen Erfolge, musikalische sowie private Tiefpunkte, den späteren Traum vom Erfolg und dass das bis zu diesem Zeitpunkt nicht alles gewesen sei, sondern das sie noch mehr wollen und noch mehr kommen würde. Das Lied beschreibe auch am besten von allen Stücken des neuen Albums, wie Tawil sich nach einem Unfall im Sommer 2016 fühlte. Bei einem Sprung in ein Schwimmbecken während seines Ägypten-Urlaubs verletzte sich Tawil schwer und zog sich dabei einen vierfachen Bruch des Atlas (erster Halswirbel) zu.

„Bis hier und noch weiter,

auch wenn ich denk’, dass ich scheiter’.

Bis hier und noch weiter,

denn ich weiß, du bist bei mir.

Ich roll’ die Steine aus dem Weg,

bis da eine Pyramide steht.

Bis hier und noch weiter.

Bis hier und noch weiter.“

## Musikvideo
Das Musikvideo zu Bis hier und noch weiter feierte am 17. März 2017 auf der Videoplattform YouTube seine Premiere. Das Video beginnt mit KC Rebell, der mit einem Auto durch eine Wüstenlandschaft rast. Nach kurzer Zeit fährt er an Tawil vorbei, der zu Fuß unterwegs ist. In den Folgeszenen begleitet die Geschichte Tawil. Zunächst trifft dieser auf eine Frau in einem gelben Kleid, die auf einer Klippe steht. Er rennt durch die Wüste und erklimmt einen Hügel. Es folgt eine Szene, in der Rebell erneut auf Tawil trifft und ihm beim Passieren eine Trinkflasche aus dem Autos heraus zuwirft. Auf der weiteren Reise treten drei Motocrossfahrerinnen auf und umkreisen Tawil. Im folgenden Abschnitt ist Tawil wieder alleine unterwegs, als sich von hinten Summer Cem in einem Strandwagen annähert und ihn aufnimmt. Das Video endet mit einer Fahrt durch die Wüste, bis Tawil an seinem Zielort aussteigt. Zwischendurch sind immer wieder Naturimpressionen, die Frau mit dem gelben Kleid sowie KC Rebell und Tawil, die während des Sonnenunterganges zusammen das Lied performen, zu sehen. Die Gesamtlänge des Videos beträgt 3:47 Minuten. Regie führte Art Davis. Produziert wurde das Musikvideo unter der Leitung von Art Davis und Oliver Sommers von den AVA Studios. Bis August 2025 zählte das Musikvideo über 27,3 Millionen Aufrufe bei YouTube.

## Mitwirkende
| Liedproduktion - Sascha Bühren: Mastering - Juh-Der: E-Gitarre, Piano, Synthesizer - Andreas Herbig: Abmischung, Keyboard, Mastering, Musikproduzent, Schlagzeug, Synthesizer - Yvan Jaquemet/Yvan Peacemaker: Bass, E-Gitarre, Keyboard, Komponist, Musikproduzent, Perkussion, Piano, Schlagzeug, Synthesizer - Hüseyin Kökseçen (KC Rebell): Liedtexter, Rap - Patrick Salmy: Abmischung, Keyboard, Mastering, Musikproduzent, Schlagzeug, Synthesizer - Adel Tawil: Gesang, Komponist, Liedtexter - Cem Toraman (Summer Cem): Liedtexter, Rap - Marcel Uhde: Komponist - Mario Wesser: Liedtexter | Musikvideo - Art Davis: Farbkorrektur, Filmeditor, Regisseur - Oliver Sommer: Filmproduzent Unternehmen - AVA Studios: Filmproduzent - Boogie Park Studios: Tonstudio - Edition Halal Money: Vertrieb - Hanseatic Musikverlag: Vertrieb - Island Records: Musiklabel - Polydor: Musiklabel - Song Legend Publishing: Vertrieb - Adel Tawil Publishing: Vertrieb - TrueBusyness Studios: Tonstudio |

## Kommerzieller Erfolg

### Chartplatzierungen
Bis hier und noch weiter erreichte in Deutschland Rang 23 der Singlecharts und platzierte sich zwölf Wochen in den Top 100. In Österreich erreichte die Single in zwei Chartwochen mit Rang 72 seine beste Chartnotierung und in der Schweiz in einer Chartwoche mit Rang 97.
Für Tawil als Interpret ist dies sein 14. Charterfolg in Deutschland sowie sein elfter in der Schweiz und sein neunter in Österreich. Als Autor ist Bis hier und noch weiter bereits sein 29. Charterfolg in Deutschland sowie jeweils sein 14. Charterfolg in Österreich und der Schweiz. Zum neunten Mal konnte sich eine Single Tawils gleichzeitig in allen D-A-CH-Staaten platzieren. KC Rebell erreichte als Autor und Interpret zum 23. Mal die deutschen Singlecharts sowie zum achten Mal die Charts in der Schweiz und zum siebten Mal in Österreich. Für Summer Cem als Autor und Interpret ist dies der neunte Charthit in Deutschland sowie nach Mafia Musik sein zweiter in Österreich und sein erster Charterfolg in den Schweizer Singlecharts.
| ChartsChartplatzierungen | Höchstplatzierung | Wochen |
| ------------------------ | ----------------- | ------ |
| Deutschland (GfK)        | 23 (12 Wo.)       | 12     |
| Österreich (Ö3)          | 72 (2 Wo.)        | 2      |
| Schweiz (IFPI)           | 97 (1 Wo.)        | 1      |

### Auszeichnungen für Musikverkäufe
Im Februar 2023 wurde für Bis hier und noch weiter eine Goldene Schallplatte für über 200.000 verkaufte Einheiten in Deutschland vergeben.
| Land/Region        | Auszeichnungen für Musikverkäufe (Land/Region, Auszeichnung, Verkäufe) | Verkäufe |
| ------------------ | ---------------------------------------------------------------------- | -------- |
| Deutschland (BVMI) | Gold                                                                   | 200.000  |
| Insgesamt          | 1× Gold ·                                                              | 200.000  |